# 뉴 에포크 노테이션 페인팅

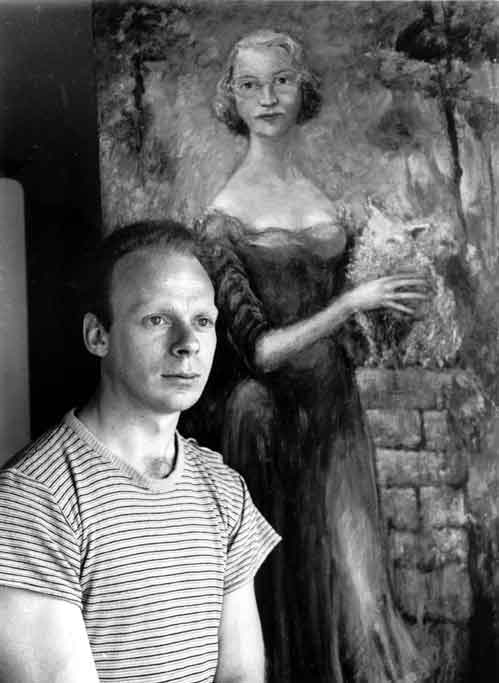

뉴 에포크 노테이션 페인팅(New Epoch Notation Painting)은 전통적인 시각 매체를 기반으로한 비주얼 음악의 한 형태로 피터 그레이험(1964-1987)이 개척한 것이다. 이것의 중심이 뉴 에포크 노테이션 페인팅으로 페인팅의 물리적인 도전을 강조하는 것을 유지하는 가운데 컨셉츄얼한 페인팅 표기법이 순수한 시각적 이미지의 언어로 표현되어 도안된 것이다. 뉴 에포크 노테이션 페인팅(New Epoch Notation Painting)의 목적은 복잡한 시각적 이미지들을 의미를 갖는 그림들과 관습적인 설명 없이 페인팅의 표현으로 축약시키는 것이다. 그 표기 시스템은 그리는 움직임과 이미지의 상상의 움직임이 분리된다. 이러한 사실은 실제로는 어떤 만들어진 그림의 주제나 행함이 된다.
1987년에 피터의 죽음 이후 그의 아들인 피립 미첼 그레이험과 이완 벤자민 그레이험은 그의 작업을 완성하고 표기 시스템을 많은 공개된 장소에서 실제 적용을 하였다. 맬버른 출신의 화가이자 판화가인 폴 카벨을 포함한 많은 다른 예술가들이 뉴 에포크 노테이션 페인팅의 발전에 헌정하였다.
피터는 그의 발견을 노테이션 페인팅(notation painting)이라고 오랜 기간 불렀다. 그러나 1985년에 그것을 뉴 에포크 아트(new epoch art)라고 바꾸기로 결정하였다. 'new epoch'는 칸딘스키의 'Concerning the Spiritual in Art'에서 인용한 이름이다.
| “ | 각 정신적 시대는 새롭고 기대할 수 없는 놀라운 그리고 적극적인 형태로 표현이 된 새로운 정신적 컨텐츠와 일치한다. 우리는 화가가 자부심을 갖고 건설적으로 그의 작업을 공표할 이유있고 의식있는 구조의 시대로 빠르게 접근하고 있다. 이것은 그들의 예술이 영감에서 나왔다며 아무것도 설명할 수 없는 인상파들의 불만과의 대비 속에 있을 것이다. 우리는 의식있는 창조의 전세대를 갖고 있다. 그리고 이 페인팅에서의 새로운 정신은 위대한 정신의 시대로 가는 정신과 손을 맞잡을 것이다. | ” |